# Nikita (metropolita kijowski)
Nikita (zm. 9 marca 1126 w Kijowie) – metropolita kijowski w latach 1122–1126.

## Życiorys
Był z pochodzenia Grekiem. Do Kijowa przybył jesienią 1122 z Konstantynopola i został intronizowany 15 października tego samego roku.
Nie zachowały się bliższe informacje o jego działalności. Po śmierci biskupa perejasławskiego Sylwestra odmówił powołania w Smoleńsku samodzielnej eparchii, czego domagał się od niego Włodzimierz Monomach, przez co książę przez dwa lata nie zgadzał się na wyświęcenie następcy Sylwestra. Do chirotonii biskupiej nowego hierarchy perejasławskiego doszło w 1125; metropolita Nikita wyświęcił wówczas biskupa Marka. Wcześniej, w 1123, uczestniczył również w chirotonii biskupiej Symeona, hierarchy włodzimiersko-wołyńskiego.
Zmarł w marcu 1126.